# Victoria Lopez-Araneta

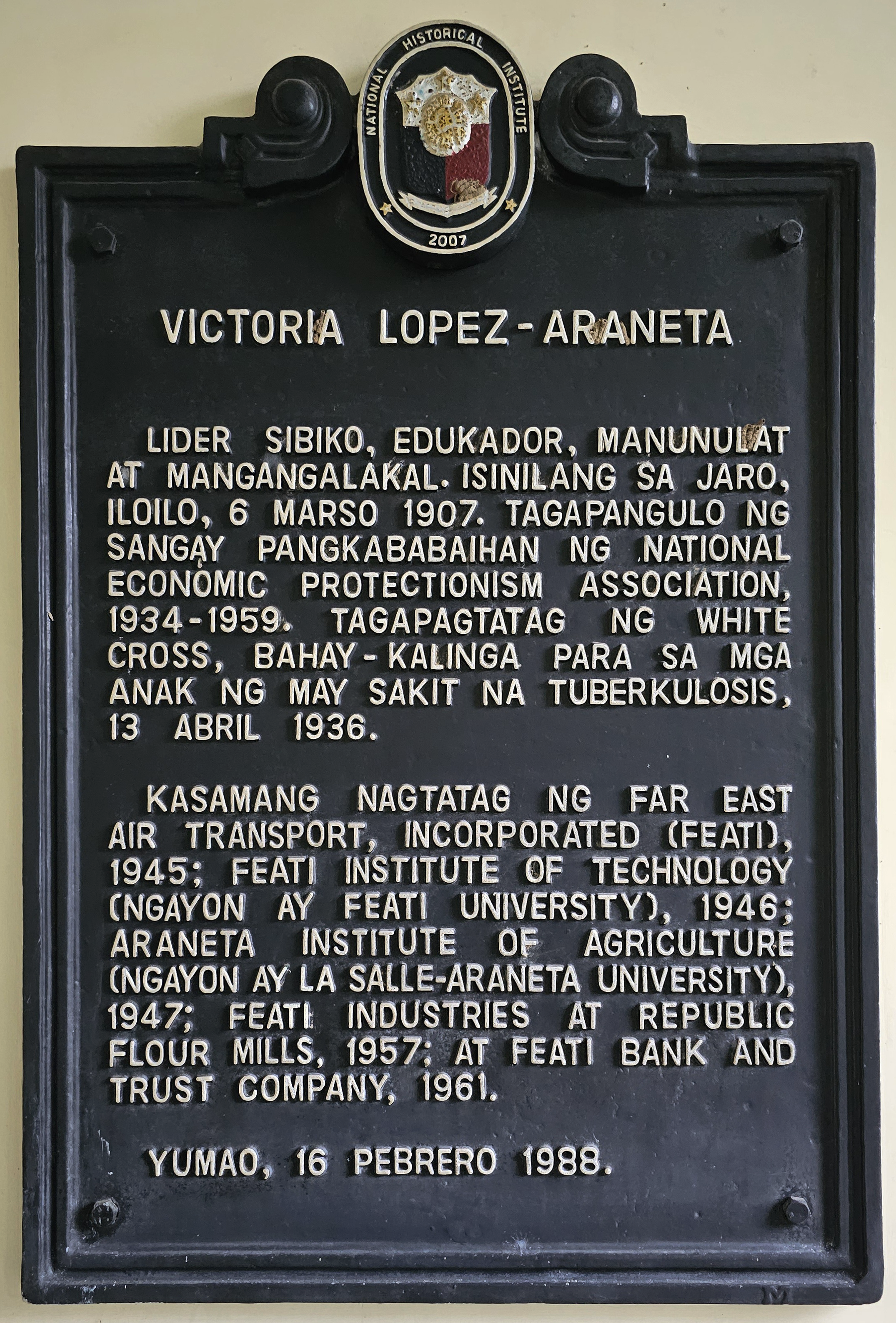
Gedenkplaat

Victoria Lopez-Araneta (Jaro, 6 maart 1907 – 16 februari 1988) was een Filipijns maatschappelijk leider en universiteitsbestuurder.

## Biografie
Victoria Lopez-Araneta werd geboren op 6 maart 1907 in Jaro in de Filipijnse provincie Iloilo. Haar ouders waren suikerbaron Eusebio Lopez en Ana Ledesma. Haar opleiding kreeg ze in Manilla, net als de andere kinderen van rijke suikerrietplanters uit de omgeving van Iloilo, aan het Assumption Convent. In 1927 trouwde ze met advocaat Salvador Araneta.
In 1936 richtte ze samen met enkele vrienden het White Cross Orphanage, een kinderopvangorganisatie voor jonge kinderen die tijdelijk onderdak nodig hebben. In de jaren 50 en 60 begon ze samen met haar man diverse ondernemingen en organisaties zoals RFM Republic Flour Mills, FEATI Industries, AIA Feed Mills, Republic Soya, Premier Paper, Rizal Lighterage Corporation, Republic Consolidated en Conglomerate Securities and Financing Corporation. Ook startten ze de Araneta University en FEATI University. Van 1954 tot 1956 was ze president van het AIA, de voorloper van Araneta University en van 1950 tot 1986 was ze president van FEATI Institute of Technology. In haar periode als bestuurder van AIA en FETI werd er flink uitgebreid. Vanaf 1950 werden met AIA Industries ook landbouwproducten geproduceerd en in 1960 begon FEATI Industries met de productie van apparaten. In 1961 werden ook de FEATI Bank een Trust Company opgericht. Deze bedrijven werden allemaal opgericht met het doel dat de studenten van de onderwijsinstellingen daar konden werken en ervaring opdoen. 
Toen Ferdinand Marcos in 1972 de staat van beleg uitriep waren Lopez-Araneta en haar man Salvador toevallig in de Verenigde Staten. Zij besloten daarop om niet terug te keren naar de Filipijnen en leefden daarna in ballingschap. Eerst in de Amerikaanse stad San Francisco en vanaf 1975 in het Canadese Vancouver. Lopez-Araneta bestierde haar ondernemingen vanaf daar op afstand. 
Lopez-Araneta overleed in 1988 op 80-jarige leeftijd aan de gevolgen van borstkanker. Samen met haar echtgenoot Salvador Araneta kreeg ze vijf dochters. Hun dochter Maria Victoria trouwde met Jose Concepcion.